# Loma Alta (Santa Cruz)
Loma Alta ist eine Ortschaft im Departamento Santa Cruz im Tiefland des südamerikanischen Anden-Staates Bolivien.

## Lage im Nahraum
Loma Alta ist die bevölkerungsreichste Ortschaft des Kanton Palometas im Municipio Santa Rosa del Sara in der Provinz Sara. Die Ortschaft liegt auf einer Höhe von 281 m in den Schwemmlandebenen zwischen Río Piraí und Río Yapacaní.

## Geographie
Loma Alta liegt im tropischen Monsunklima vor dem Ostrand der Anden-Gebirgskette der Cordillera Oriental. Die Region ist erst in den letzten Jahrzehnten erschlossen worden und war vor der Kolonisierung von Feuchtsavanne bedeckt, ist heute aber größtenteils Kulturland.
Die mittlere Durchschnittstemperatur der Region liegt bei knapp 25 °C (siehe Klimadiagramm San Pedro), die Monatswerte schwanken zwischen 21 °C im Juni/Juli und 26 bis 27 °C von Oktober bis März. Der Jahresniederschlag beträgt fast 1500 mm, die Monatsniederschläge sind ergiebig und liegen zwischen 50 mm im Juli und 250 mm im Januar.

## Verkehrsnetz
Loma Alta liegt in einer Entfernung von 112 Straßenkilometern nördlich von Santa Cruz, der Hauptstadt des Departamentos.
Von Santa Cruz aus führt die asphaltierte Nationalstraße Ruta 4 über Warnes und Montero zur Provinzhauptstadt Portachuelo und von dort aus weiter in westlicher Richtung nach Cochabamba und zur chilenischen Grenze. Am östlichen Stadtrand von Portachuelo zweigt eine unbefestigte Landstraße in nördlicher Richtung ab, die Loma Alta nach 37 Kilometern erreicht. Von Loma Alta aus führt eine Landstraße in südwestlicher Richtung in die 30 Kilometer entfernte zentrale Stadt des Municipios, Santa Rosa del Sara.

## Bevölkerung
Die Einwohnerzahl der Ortschaft ist in den vergangenen beiden Jahrzehnten um mehr als ein Drittel angestiegen:
| Jahr | Einwohner | Quelle       |
| ---- | --------- | ------------ |
| 1992 | 843       | Volkszählung |
| 2001 | 1110      | Volkszählung |
| 2012 | 1168      | Volkszählung |
| 2024 |           | Volkszählung |

Aufgrund der seit den 1960er Jahren durch die Politik geförderten Zuwanderung indigener Bevölkerung aus dem Altiplano weist die Region einen nicht unerheblichen Anteil an Quechua-Bevölkerung auf, im Municipio Santa Rosa sprechen 28,6 Prozent der Bevölkerung Quechua.